# Taça Paulista de Futebol de 2018
A Taça Paulista de Futebol de 2018, foi a 3ª edição da competição com organização da Liga de Futebol Nacional.

## Participantes
| Equipe            | Cidade              | 2017         | Títulos        |
| ----------------- | ------------------- | ------------ | -------------- |
| Arena Poá         | Poá                 | Estreante    | 0 (Não possui) |
| Arujaense         | Arujá               | Estreante    | 0 (Não possui) |
| Corinthians       | Presidente Prudente | 11°          | 0 (Não possui) |
| Delta             | Várzea Paulista     | 18°          | 0 (Não possui) |
| Grêmio Bela Vista | Rio Claro           | 13°          | 0 (Não possui) |
| Jalesense         | Jales               | Não disputou | 0 (Não possui) |
| Lins              | Lins                | Não disputou | 0 (Não possui) |
| Montealtense      | Monte Alto          | 3°           | 0 (Não possui) |
| Peruíbe           | Peruíbe             | 15°          | 0 (Não possui) |
| Raça              | Hortolândia         | 2°           | 0 (Não possui) |
| Rose'n Boys       | Franca              | 7°           | 0 (Não possui) |

## Primeira fase
|  |                                  |
|  | Classificados para as Semifinais |
|  | Eliminados na primeira fase      |